# Dicranopygium rupestre
Dicranopygium rupestre là một loài thực vật có hoa trong họ Cyclanthaceae. Loài này được (Klotzsch) Harling miêu tả khoa học đầu tiên năm 1954.